# 내트로나군

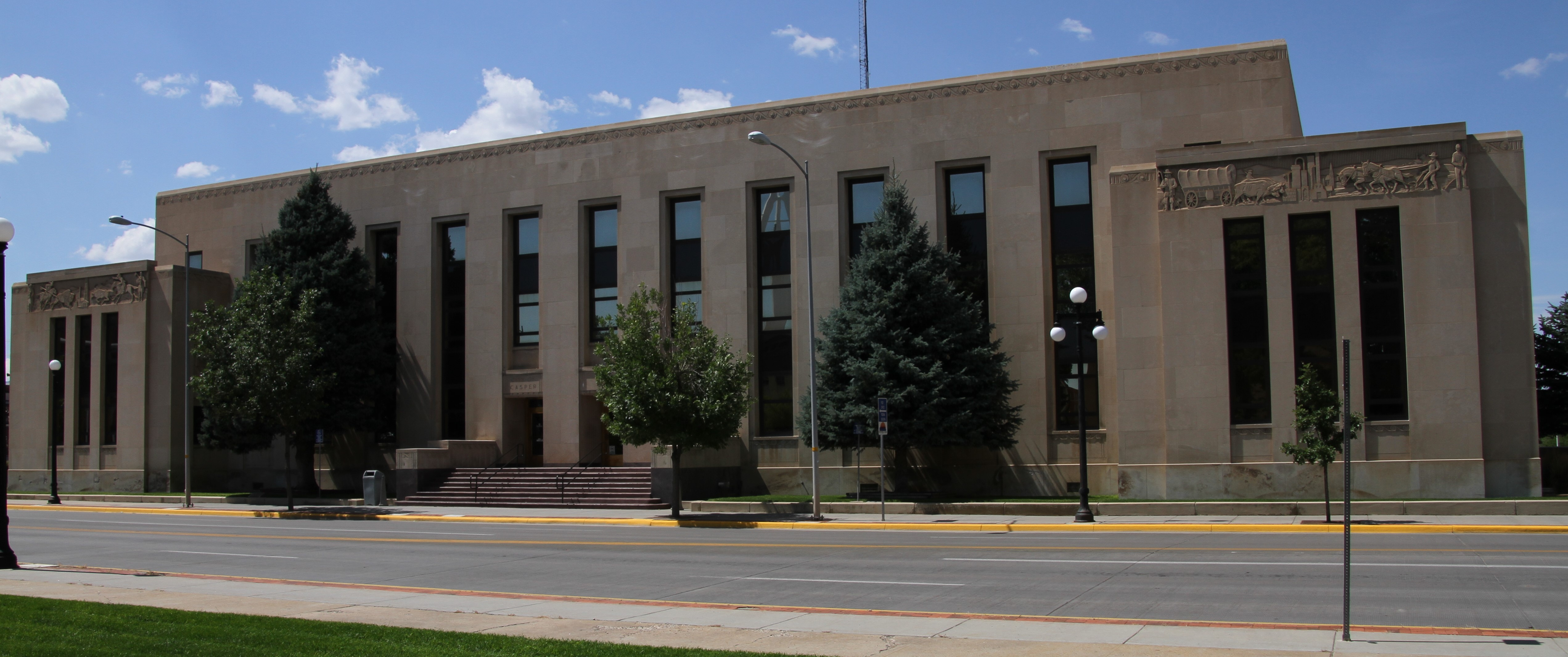

내트로나군 또는 내트로나 카운티(Natrona County)는 미국 와이오밍주에 위치한 군이다. 2010년 기준으로 이 지역의 인구 수는 총 75,450명이다. 2019년 추산으로 이 지역의 총 인구 수는 79,858명이다.

## 인구
| 인구조사                                | 인구   | Note  | %±     |
| --------------------------------------- | ------ | ----- | ------ |
| 1890년                                  | 1,094  |       | —      |
| 1900년                                  | 1,785  |       | 63.2%  |
| 1910년                                  | 4,766  |       | 167.0% |
| 1920년                                  | 14,635 |       | 207.1% |
| 1930년                                  | 24,272 |       | 65.8%  |
| 1940년                                  | 23,858 |       | −1.7%  |
| 1950년                                  | 31,437 |       | 31.8%  |
| 1960년                                  | 49,623 |       | 57.8%  |
| 1970년                                  | 51,264 |       | 3.3%   |
| 1980년                                  | 71,856 |       | 40.2%  |
| 1990년                                  | 61,226 |       | −14.8% |
| 2000년                                  | 66,533 |       | 8.7%   |
| 2010년                                  | 75,450 |       | 13.4%  |
| 2019 (추산)                             | 79,858 | [ 1 ] | 5.8%   |
| US Decennial Census 1870–2000 2010–2016 |        |       |        |

## 같이 보기
- 와이오밍주